# عبدالله القصبی
عبدالله القصبی (عربی: عبدالله محمد حامد القصبي؛ زادهٔ ۲۸ آوریل ۱۹۸۶) بازیکن فوتبال اهل عمان است.
از باشگاه‌هایی که در آن بازی کرده‌است می‌توان به باشگاه ورزشی فنجاء اشاره کرد.
وی همچنین در تیم ملی فوتبال عمان بازی کرده‌است.